# Týnec nad Labem
Týnec nad Labem (en allemand : Elbeteinitz) est une commune du district de Kolín, dans la région de Bohême-Centrale, en Tchéquie. Sa population s'élevait à 2 205 habitants en 2024.

## Géographie
Týnec nad Labem est arrosée par l'Elbe et se trouve à 12 km à l'est-nord-est de Kolín et à 66 km à l'est de Prague.
La commune est limitée par Bělušice et Krakovany au nord, par Labské Chrčice et Kojice à l'est, par Bernardov, Záboří nad Labem et Svatý Mikuláš au sud, et par Veletov et Konárovice à l'ouest.

## Histoire
La première mention écrite de la localité date de 1110.